# Jacques Delhy
Jacques Delhy, né le 19 mai 1950 à Saint-Mandé (Val-de-Marne), est une personnalité politique française.

## Biographie
Il est député socialiste de la dixième circonscription de la Seine-Saint-Denis du 23 juin 1988 au 1er avril 1993. Emporté par la « vague bleue » RPR de 1993, il est battu par le maire d'Aulnay-sous-Bois Jean-Claude Abrioux. 
Il est aussi élu conseiller municipal d'Aulnay-sous-Bois en mars 1989 mais fait un unique mandat à la mairie.
Il enseigne l'histoire, la géographie et l'éducation civique au collège Gérard Philipe, jusqu'en juin 2011.